# Замок Рахланнон
Замок Рахланнон (англ. Rathlannon castle) — один із замків Ірландії, розташований у графстві Вексфорд біля замку Джонстоун. Нині руїни замку Рахланнон розташовані в оточенні знаменитого парку і саду, що розбитий в 1844—1845 роках і є чудовим зразком паркового мистецтва в Ірландії.

## Історія замку Рахланнон
Замок Рахланнон побудував англо-норманський лицар Есмонд після англо-норманського завоювання Ірландії в 1169 році. Лицар Есмонд переселився в Ірландію з Лінкольнширу, Англія. У наступні століття Есмонди стали багатими землевласниками в Ірландії, і крім замку Рахланнон збудували поруч замок Джонстоун. Під час реформації родина Есмонд лишилася вірною католицизму. Під час повстання за незалежність Ірландії в 1641 році родина Есмонд підтримала повстання. Під час громадянської війни на Британських островах родина Есмонд була на стороні роялістів і католиків. Після придушення повстання в Ірландії Олівер Кромвель конфіскував замок Рахланнон і землі навколо нього і відправив родину Есмонд у вигнання. Родина Гроган придбала замок Рахланнон і землі навколо нього в результаті шлюбу. У 1798 році спалахнуло нове повстання за незалежність Ірландії. Корнеліус Гроган був одним із лідерів цього повстання. Його схопили англійці і повісили. Замок і землі навколо нього знову були конфісковані. У 1810 році брат Корнеліуса Грогана — Джон Гроган повернув собі замок Рахланнон і землі. Він і його син Гамільтон Нокс Гроган доклали чимало зусиль, щоб перетворити маєток Рахланнон на видатну пам'ятку архітектури і садово-паркового мистецтва, якою нині пишається Ірландія.
Навколо замку Рахланнон, що тоді вже перетворився на руїни були розбиті розкішний парк, оранжереї і сад у 1844—1845 роках. Цей парк оточили муром, що охопив 4 акри землі. Лісовий масив, парк, сад включає в себе два озера. Сад площею більше 2,5 гектарів. Руїни замку Рахланнон стоять серед саду і створюють романтичну атмосферу.
Замок Рахланнон є прямокутною вежею. Від замку Джонстоун до замку Рахланнон веде підземний хід. Вхід у це підземелля маскується невеликою баштою. Парк, сади, замок доступні для відвідування публіки.